# غرفة المرجل (فلم)
غرفة المرجل (بالإنجليزية: Boiler Room) هو فيلم دراما وفيلم جريمة أمريكي من كتابة وإخراج بين يونغر ومن بطولة جيوفاني ريبيسي، وفين ديزل، ونيا لونغ، وبن أفليك، ونيكي كات، وسكوت كان، وتوم إيفرت سكوت، ورون ريفكين، وجيمي كينيدي. أُصدر الفيلم عام 2000.

## وصلات خارجية
- غرفة المرجل على موقع IMDb (الإنجليزية)
- غرفة المرجل على موقع ميتاكريتيك (الإنجليزية)
- غرفة المرجل على موقع روتن توميتوز (الإنجليزية)
- غرفة المرجل على موقع نتفليكس (الإنجليزية)
- غرفة المرجل على موقع قاعدة بيانات الأفلام العربية
- غرفة المرجل على موقع ألو سيني (الفرنسية)
- غرفة المرجل على موقع Turner Classic Movies (الإنجليزية)
- غرفة المرجل على موقع أول موفي (الإنجليزية)
- غرفة المرجل على موقع بوكس أوفيس موجو (الإنجليزية)
- غرفة المرجل على موقع فيلمافينيتي (الإسبانية)